# Paraselinum
Paraselinum es un género monotípico de plantas herbáceas perteneciente a la familia de las apiáceas.  Su única especie Paraselinum weberbaueri, se encuentra en Perú en el Departamento de Ayacucho y  Pasco en las nebliselvas a una altitud de 3500 a 4500 metros.

## Taxonomía
Paraselinum weberbaueri fue descrita por  Karl Friedrich August Hermann Wolff y publicado en Repertorium Specierum Novarum Regni Vegetabilis 17: 174. 1921.<